# Скакуненко Леонід Леонідович
Леоні́д Леоні́дович Скакуне́нко, псевдо «Барон» (22 квітня 1987 року, смт Лихівка, П'ятихатський район, Дніпропетровська область — 12 квітня 2020 року, с. Жолобок, Попаснянський район, Луганська область) — солдат, навідник 93-ї окремої механізованої бригади «Холодний Яр» Збройних сил України, учасник російсько-української війни.

## Із життєпису
Учасник Антитерористичної операції на сході України та Операції об'єднаних сил на території Луганської та Донецької областей.
У 2014 році призваний за мобілізацією до лав Національної гвардії. Згодом підписав контракт з 93-ю механізованою бригадою, в складі котрої відбув три ротації на фронті. Учасник боїв за Новотроїцьке, Новоселівку Другу, Кримське. В лютому 2020 року брав участь у відбитті нападу розвідувально-диверсійної групи ворога.
12 квітня 2020 року, вранці, під час обстрілу з гранатомета позицій ЗСУ біля с. Жолобок (за іншими даними — біля Кримського), зазнав осколкових поранень, несумісних з життям.
Похований 15 квітня 2020 року в рідній Лихівці. Залишились сестра, дружина та син від першого шлюбу.

## Нагороди та вшанування
- Указом Президента України № 601/2020 від 29 грудня 2020 року «Про відзначення державними нагородами України», за особисту мужність і самовіддані дії, виявлені у захисті державного суверенітету та територіальної цілісності України, нагороджений (посмертно) орденом «За мужність» III ступеня[1].